# Maret Ani
Maret Ani (Tallin, Estonia, 31 de enero de 1982) es una tenista estonia, actualmente es la segunda jugadora estonia en el ranking de la WTA tras Kaia Kanepi.